# Пирамида Амени Кемау
Пирамида Амени Кемау расположена в южной части Дахшура (Египет).
Объект был построен в 1790 году до н. э. пятым фараоном XIII династии, Амени Кемау, во время Второго переходного периода. Верхние структуры пирамиды были полностью разграблены, но нижние конструкции и подземелья все же сохранились, хотя и были повреждены. Пирамида была обнаружена Чарльзом Музом в 1957 году и раскопана в 1968 году. Объект первоначально составлял 35 метров в высоту и 52 метра в ширину с каждой стороны. Погребальная камера состоит из одного целого блока и напоминает помещения для Себекхотепа II и Аменемхета III. Внутри камеры были найдены ритуальные сосуды.